# Богутево
Богутево (болг. Богутево) — село в Болгарии. Находится в Смолянской области, входит в общину Чепеларе. Население составляет 229 человек (на 15 декабря 2010 года).
Богутево находится в Родопах, в 5 километрах от Чепеларе и в 15 километрах от Пампорово, у Чепеларской реки в её горном течении.

## История
В 1910 году в Богутево было 688 жителей помаков. После Балканских войн, в 1920 году здесь жили 198 жителей.. С марта 1921 года 32 семьи возвратились в село из Турции.

## Политическая ситуация
В местном кметстве Богутево, в состав которого входит Богутево, должность кмета (старосты) исполняет Стефан Банков Терзийски (Движение за права и свободы (ДПС)) по результатам выборов правления кметства в 2007 году.
Кмет (мэр) общины Чепеларе — Георги Иванов Попов (Болгарская социалистическая партия (БСП)) по результатам выборов 2007 года в правление общины.

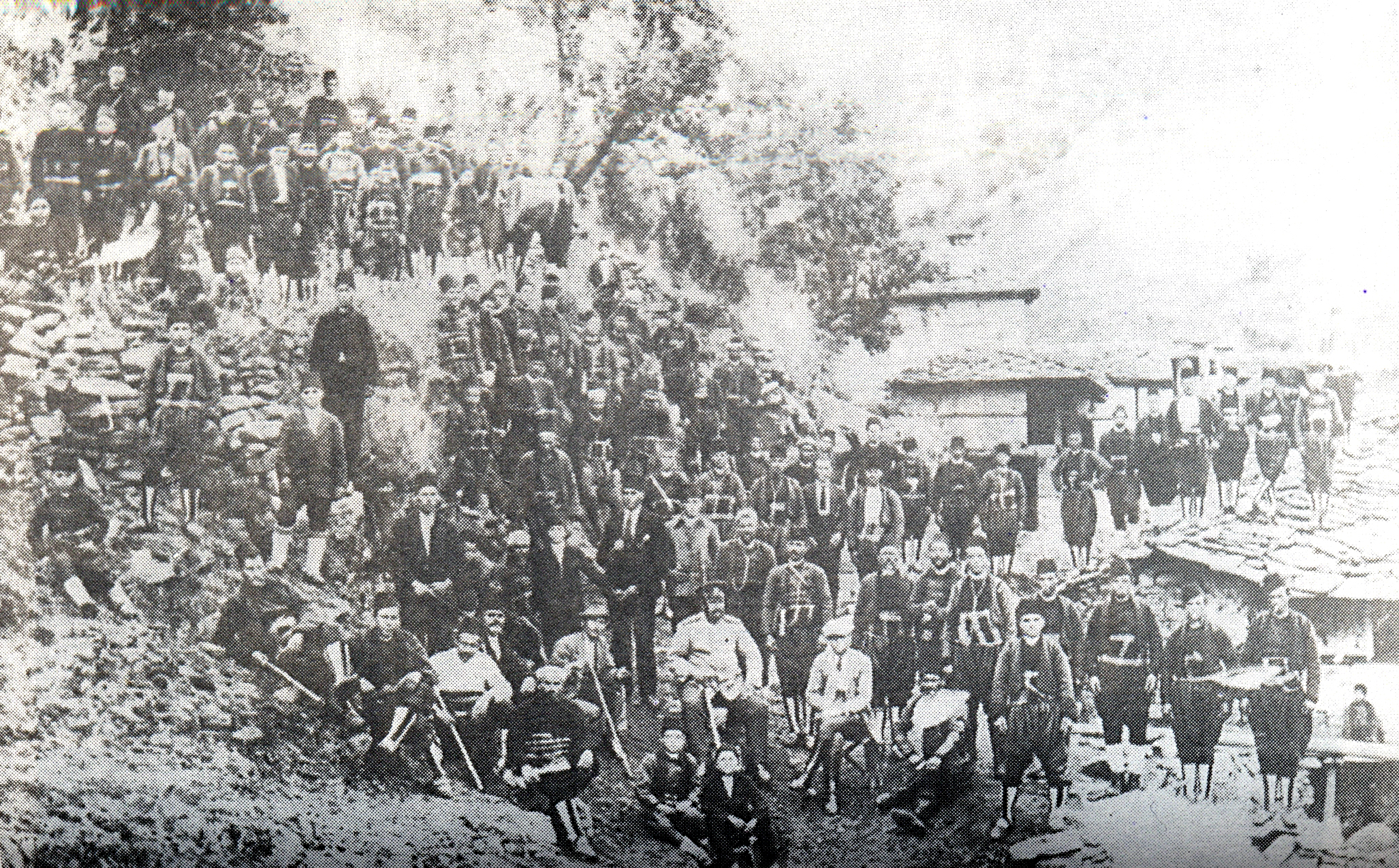
Богутево, 1922 год, помаки вернувшиеся из Турции